# Therese Neudorfer
Therese Neudorfer (* 4. Dezember 1920 als Therese Schröffl in Linz; † 10. Mai 1990 in Vöcklabruck) war eine österreichische Kindergartenpädagogin und Politikerin (SPÖ). Sie war von 1967 bis 1985 Abgeordnete zum Oberösterreichischen Landtag.

## Leben
Therese Neudorfer besuchte das Realgymnasium und die Frauenoberschule in Linz. 1939 legte sie die Matura und die Kindergärtnerinnenprüfung ab. Zwischen 1942 und 1943 besuchte sie in Innsbruck ein Seminar für Wirtschaftslehrerinnen. Neudorfer arbeitete zunächst als Kindergärtnerin und Kindergartenleiterin. Ab 1955 war sie Leiterin der Berufsvorschule „Jugend am Werk“ in Lenzing, von 1962 bis 1980 Verwalterin eines Pensionistenheims in Lenzing.
Neudorfer heiratete 1940 einen Volksschuldirektor; das Paar hatte drei Töchter und einen Sohn. Die Ehe wurde 1960 geschieden.

## Politik
Neudorfer war ab 1961 Gemeinderätin in Lenzing und ab 1967 im Gemeindevorstand. Ebenfalls 1967 wurde sie in den Oberösterreichischen Landtag gewählt, dem sie bis 1985 angehörte und in dem sie den Vorsitz Ausschusses für öffentliche Wohlfahrt innehatte. Den Schwerpunkt ihrer politischen Tätigkeit legte sie in die Wohnbauförderung, die Hauskrankenpflege, Frauenthemen sowie die Probleme älterer und behinderter Menschen. Daneben war sie Mitglied im Landesparteivorstand der SPÖ Oberösterreich. Ab 1986 war Neudorfer Vorsitzende im Pensionistenverband Vöcklabruck sowie Mitglied im Landes- und Bundesvorstand des Pensionistenverbandes.

## Auszeichnungen
- 1987: Goldenes Ehrenzeichen des Landes Oberösterreich
- Goldener Ehrenring der Gemeinde Lenzing
- Rochdale-Medaille des österreichischen Konsumverbandes
- Goldenes Ehrenzeichen der SPÖ